# Elatria

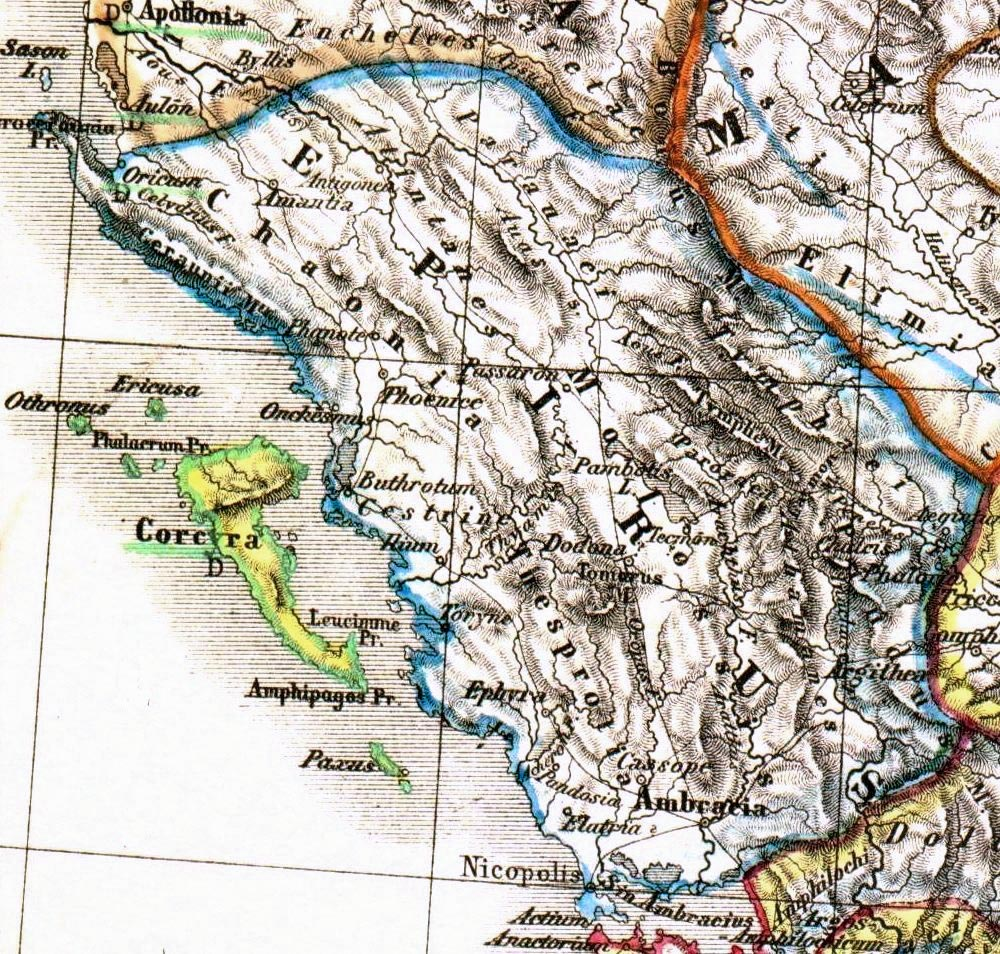
Mapa del antiguo Reino de Epiro con la situación de Elatria cerca de la costa del mar Adriático, al sur.

Elatria, Elatea o Alatea (en griego, Ελάτεια, Ελάτρεια, Ελάτρια)  fue una antigua ciudad griega en la región de Epiro.
Es mencionada por Demóstenes como una de las ciudades situadas en Casopia, junto con Pandosia y Buqueta que eran colonias de Élide y fueron conquistadas por Filipo, quien las cedió a su cuñado Alejandro de Epiro.
Suele localizarse al norte de la población actual de Palioroforo, al pie del monte Zalongo.